# Thyregod
Thyregod is een plaats in de Deense regio Zuid-Denemarken, gemeente Vejle. De plaats telt 1298 inwoners (2008). Het dorp ligt aan de spoorlijn Holstebro - Vejle. In het verleden reed er vanaf het station ook een trein naar Horsens.
- Library of Congress Control Number: n81134407
- Nationale Bibliotheek van Israël: 987007564565805171
- Virtual International Authority File: 148938155